# Matanzas
Matanzas ou, na sua forma portuguesa, Matanças é um município e cidade de Cuba, capital da província de homônima. A cidade é conhecida pelo seu rico folclore afro-cubano.
Matanzas está localizada no litoral norte da ilha de Cuba, na baía de Matanzas, 90 km a leste da capital Havana e 32 km a oeste do resort de Varadero.
Matanzas é conhecida como a cidade das pontes, por causa das 17 pontes que atravessam os três rios que cortam a cidade: o Yumuri, San Juan e Canimar. A cidade é também conhecida por "A Atenas de Cuba". A cidade é dividida em sete setores principais: Versalles, Matanzas do Leste e do Oeste, Naranjal, Pueblo Nuevo, La Playa, Peñas Altas e Patorita.
A população da cidade estimada em 2004 era de 136 718 habitantes.

## Origem do nome
O nome Matanzas significa matança, massacre e refere-se a um massacre combinado realizado no porto de mesmo nome. 30 soldados espanhóis estavam cruzando um dos rios e solicitaram a ajuda de pescadores nativos. Ao atingir o meio do rio os pescadores viraram os barcos e os soldados se afogaram. Apenas três homens e uma mulher sobreviveram. Posteriormente, a mulher escapou e se casou com Pedro Sánchez Farfán na cidade de Trinidad.

## Geografia
- Latitude: 23° 2' 28" Norte
- Longitude: 81° 34' 39" Oeste
- Altitude: 2 metros

## Demografia
Populações:
- Censo 1981: 99 194;
- Censo 1991: 121 547;
- Censo 2002: 127 287;
- Estimativa 31/12/2004: 136 718, sendo 66 507 homens e 70 211 mulheres.

## Turismo
A beleza de Matanzas pode ser observada na arquitetura de suas construções, praças, cavernas, grutas, nas belas praias de águas azuis ora esverdeadas, nos passeios de barcos pelo rio Camimar, na culinária regional e internacional, nos passeios de escunas, parques e na beleza de uma das mais belas praias do caribe "Varadero" sem falar nas atrações do Tropicana um verdadeiro espetáculo, e nas casas noturnas onde a beleza do calor cubano é esbanjado em forma de dança e muita sensualidade.[parcial?]